# Inis Mhic Aoibhleáin
Inis Mhic Aoibhleáin (en anglès Inishvickillane o Inishvickillaun) és una de les Illes Blasket, al comtat de Kerry, a la província de Munster. Els habitants de les Blasket es refereixen a ella com "The Inis". L'illa va estar habitada intermitentment durant els segles xix i xx per una o més famílies. Hi ha ruïnes d'edificis antics de pedra i en el 1970 hi fou construïda una casa on el seu propietari, el Taoiseach Charles Haughey, hi estava per vacances.
A part d'An Tiaracht i algunes roques, aquesta illa és la més occidental d'Irlanda, possiblement la part més occidental del país on es pot fer vida, ja que a Tiaracht només hi vivien els vigilants del far, que des de 1988 és automàtic.
Inis Mhic Aoibhleáin té importants colònies d'ocells marins especialment de fulmars, escaterets i fraret atlàntic. Haughey va introduir a l'illa un ramat de cérvols.